# Gloria (Coventry)
Gloria is een Brits historisch merk van motorfietsen.
De bedrijfsnaam was: Triumph Cycle Company, Coventry

## Voorgeschiedenis
In 1888 kochten de Duitse immigranten Siegfried Bettmann en Mauritz Johann Schulte een fabriek aan Much Park Street in Coventry om daar fietsen te gaan produceren onder de merknaam Triumph. In 1902 gingen ze ook de Triumph-motorfietsen bouwen en in 1907 kochten ze een nieuwe fabriek aan Priory Street in Coventry. De oude fabriek bleef in bezit. Ze was het domein van Bettmann, die zich met de fietsproductie bezig hield, terwijl Schulte verantwoordelijk werd voor de motorfietsen. Zo werden aan Much Park Street fietsen en later ook zijspannen gebouwd, onder de merknaam "Gloria".

### Triumph Model X-serie
Na de beurskrach van 1929 begreep ook Triumph dat er goedkope motorfietsen nodig waren voor woon-werkverkeer van mensen met een kleine beurs. Met bracht de Triumph Model X-serie uit, aanvankelijk met een 175cc-Villiers-tweetaktmotor, maar vanaf 1932 ook met een 150cc-motor omdat de Britse regering de wegenbelasting voor deze motorfietsen verlaagde.

## Gloria motorfietsen
In 1932 besloot men om onder de naam "Gloria" nog goedkopere motorfietsen te gaan produceren. Ook deze machines kregen een Villiers-tweetaktmotor, maar de versnellingsbakken kwamen van Albion (de Triumph Model X-serie had eigen Triumph-versnellingsbakken).

### 98 cc
Het 98cc-model was aanvankelijk niet veel meer dan een fiets met een hulpmotor waarbij een klein tankje onder de bovenste framebuis was gehangen, maar het kreeg al snel een dubbel wiegframe en de pedalen werden vervangen door voetsteunen. Het had een handgeschakelde tweeversnellingsbak. Het werd geleverd in 1932 en 1933.

### 147 cc
Hoewel het zwaardere model in werkelijkheid bijna 153 cc mat, werd het geadverteerd als "147 cc". Waarschijnlijk diende dit om in de 150cc-belastingklasse te vallen, in de crisisjaren een belangrijk verkoopargument. Dit model kon naar keuze van de klant worden voorzien van 2 of 3 versnellingen. Officieel werd het alleen in 1933 geproduceerd, maar er zijn bronnen die ook nog modellen uit 1934 vermelden. Triumph schakelde over op de nieuwe 147cc-motoren van Villiers, die in het Triumph Model XV/1 werden gemonteerd. De fabriek aan Much Park Street richtte zich weer op fietsen en zijspannen.

## Technische gegevens
| Gloria                 | 98 cc                               | 147 cc                              |
| ---------------------- | ----------------------------------- | ----------------------------------- |
| Periode                | 1932-1933                           | 1933                                |
| Categorie              | Toermotor                           | Toermotor                           |
| Motortype              | Tweetaktmotor                       | Tweetaktmotor                       |
| Bouwwijze              | Dwarsgeplaatste staande eencilinder | Dwarsgeplaatste staande eencilinder |
| Koeling                | Lucht                               | Lucht                               |
| Boring                 | 50 mm                               | 55 mm                               |
| Slag                   | 50 mm                               | 62 mm                               |
| Cilinderinhoud         | 98,2 cc                             | 152,7 cc                            |
| Carburateur(s)         | Amac                                | Amac                                |
| Smeersysteem           | Mengsmering                         | Mengsmering                         |
| Compressieverhouding   |                                     |                                     |
| Max. Vermogen          | 1 pk                                | 1,5 pk                              |
| Primaire aandrijving   | Tandwielen                          | Tandwielen                          |
| Koppeling              | Onbekend                            | Onbekend                            |
| Versnellingen          | 2                                   | 2 of 3                              |
| Secundaire aandrijving | Ketting                             | Ketting                             |
| Rijwielgedeelte        | Dubbel wiegframe                    | Dubbel wiegframe                    |
| Voorvork               | Webb-type Triumph                   | Webb-type Triumph                   |
| Achtervork             | Star                                | Star                                |
| Remmen                 | Trommelremmen                       | Trommelremmen                       |

- Voor andere merken met de naam Gloria, zie Gloria (Nottingham) - Gloria (Milaan).